# Théâtre de papier

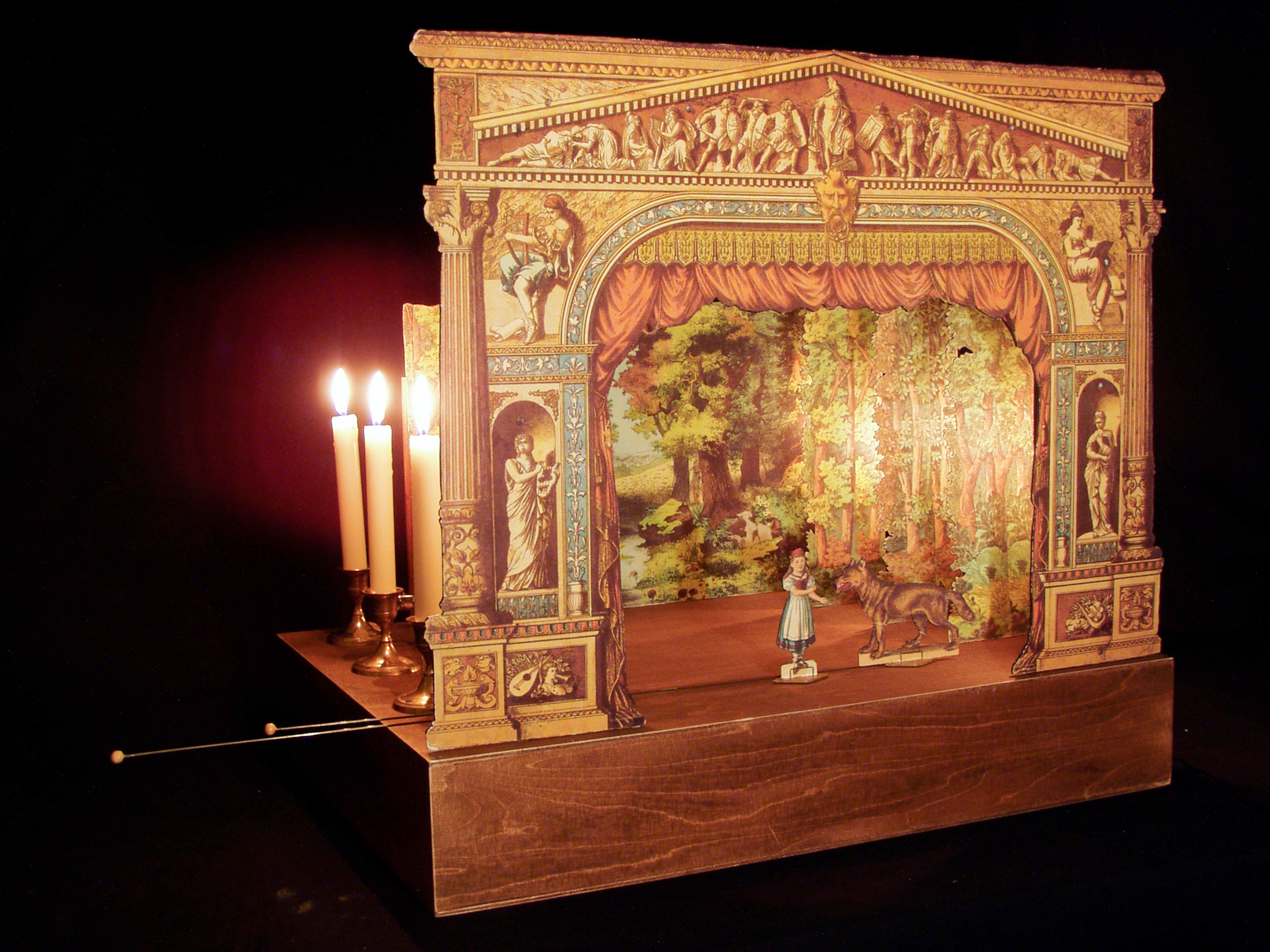
Théâtre de papier du XIX^{ème} siècle, avec décors et personnages du Petit Chaperon Rouge, édité par Ad. Angel, Berlin.

Le théâtre de papier (théâtre-jouet, théâtre miniature, théâtre de table) est une forme théâtrale née en Angleterre au début du XIXe siècle qui a conquis l’Europe entière.
Il s'agit d'un théâtre à l'italienne miniature tenant en général sur une table. Les figurines sont à l'échelle du théâtre. Elles sont actionnées par des tirettes en carton ou en fer latéralement par le narrateur qui se tient généralement derrière la table. Très populaire au XIXème siècle, tombé dans l'oubli au début du XXème, le théâtre de papier est maintenant pratiqué dans de nombreux festivals et associations et reprend place, peu à peu, dans les mœurs culturelles du XXIe siècle. Chacun pouvait acheter des façades de théâtre, des décors, des figurines, les coller sur du carton et les assembler. Il existait quantité d'imprimeurs en Grande-Bretagne, en France, en Allemagne et au Danemark . Les planches étaient en couleurs ou en noir et blanc, à charge pour l'acheteur de les colorier à l'aquarelle ou autre. On pouvait acheter aussi des textes pour jouer des grands classiques adaptés de Shakespeare (Othello, Richard III), de Dumas (Les Frères corses), de Jules Verne (Le Tour du monde en 80 jours) de Carl Maria von Weber (Der Freischütz) ou simplement des contes pour enfants comme Aladin et la lampe merveilleuse, La Belle et la Bête.

## Historique
Inventés en Grande-Bretagne, les théâtres de papier (théâtres miniatures, théâtres-jouets ou théâtres de table) étaient des reproductions en série de pièces populaires, produites sous forme de kits comportant plusieurs planches figurant les décors, les personnages, les accessoires et les costumes. Vendus dans les théâtres et en librairie, ils étaient imprimés sur carton et ils étaient découpés et assemblés par l’acheteur. Ils pouvaient être imprimés en noir et blanc et à colorier (pour un penny), ou en couleur (2 pennies). Les amateurs prenaient plaisir à agrémenter les costumes et les décors en y ajoutant du tissu ou d’autres ornements. Les personnages étaient ensuite montés sur des baguettes ou actionnés par des fils qui leur permettaient de prendre des poses.
A l’instar de ce théâtre en réduction, les pièces étaient proposées dans une version abrégée, réduite aux personnages et répliques essentiels afin de simplifier leur production, qui était fréquemment agrémenté d’effets sonores et de musique.
Dans la première moitié du XIXème siècle, plus de 300 pièces jouées dans les théâtres londoniens avaient leur version pour le théâtre miniature. Les éditeurs dépêchaient des artistes dans les théâtres pour copier les décors, les costumes et les poses des pièces les plus populaires du moment. Ils bénéficiaient souvent de places gratuites, l’industrie du théâtre miniature étant considérée comme une forme de publicité gratuite pour l’œuvre originale.

### Un travail d'imprimeurs et de marchands de jouets

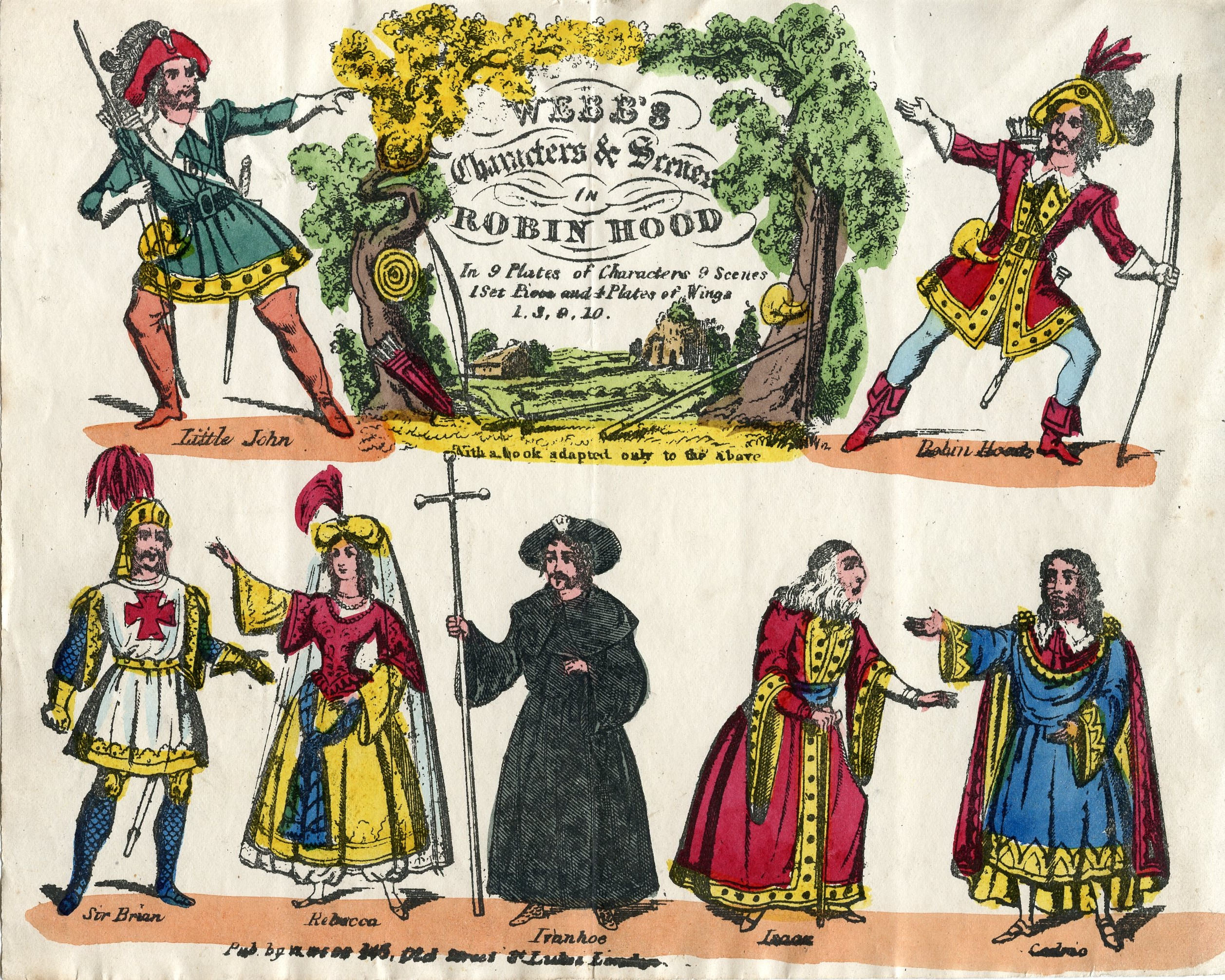
Planche de personnages publiée par l'éditeur William Webb pour la pièce Robin Hood, par J. Planche. Lithographie mise en couleurs au stencil. W. Webb), vers 1850.

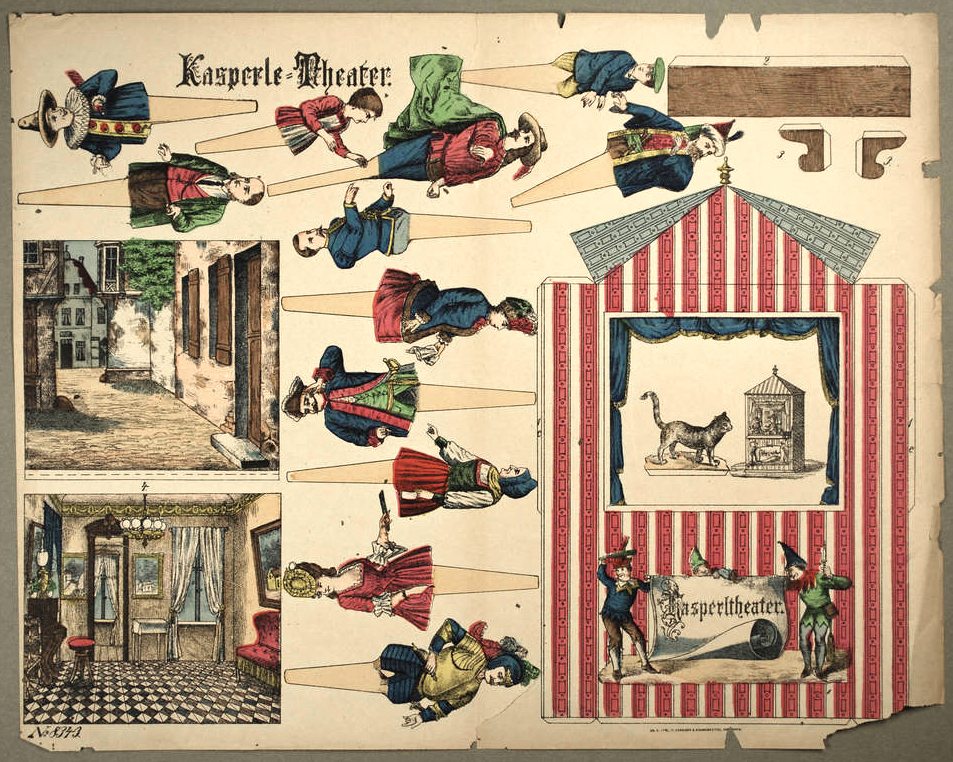
Planche à découper pour un spectacle Punch et Judy, éditée par Oehmigke & Riemschneider, à Neuruppin.

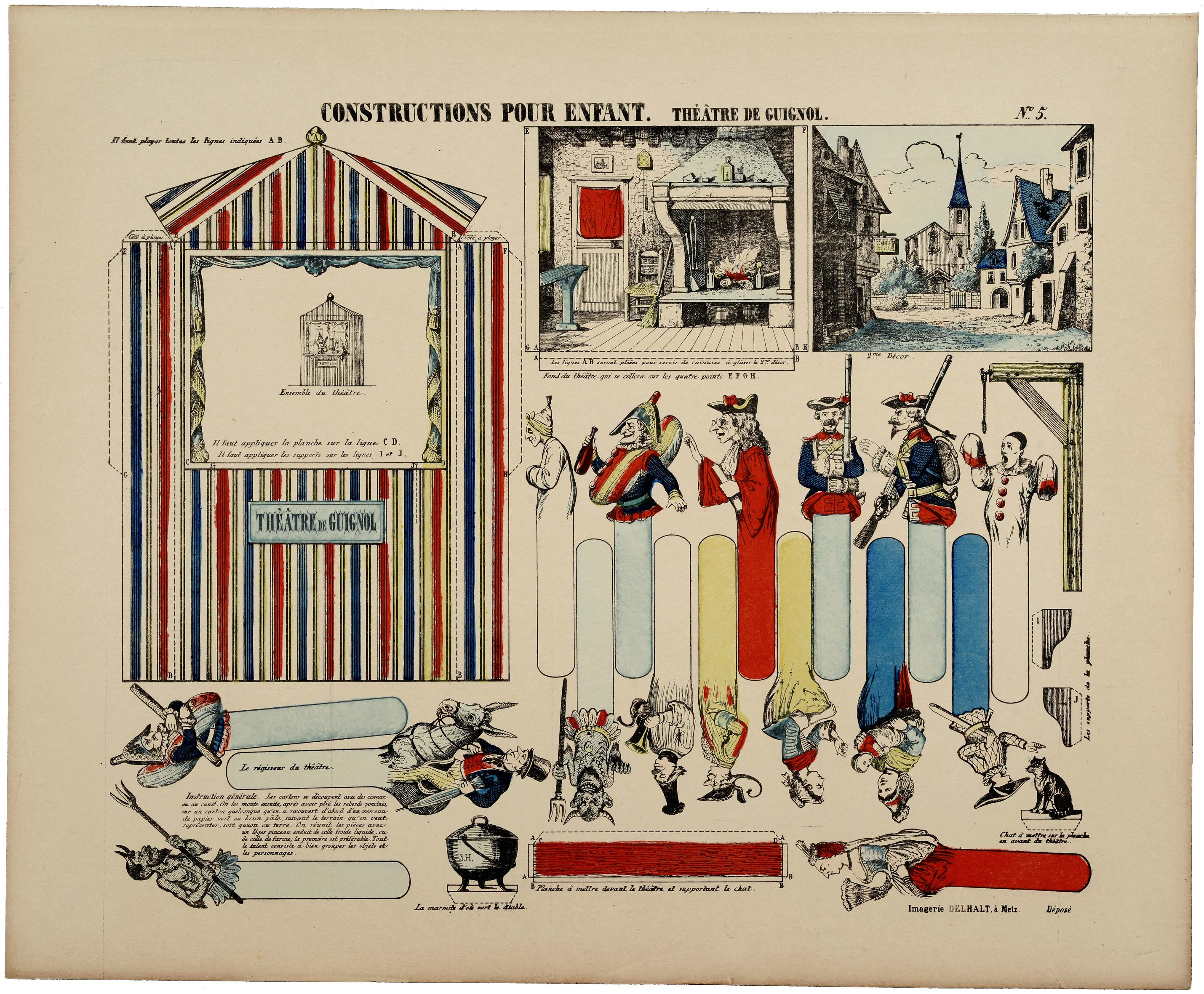
Planche pour théâtre de Guignol, lithographie coloriée au pochoir. Delhalt, imprimeur-éditeur, Metz, entre 1879 et 1892. Musée de l’Image, Ville d’Épinal. © Musée de l’Image – Ville d’Épinal / cliché E. Erfani.

Les planches les plus anciennes qui nous soient parvenues remontent à 1811. Le premier à avoir eu l'idée de publier des planches de personnages est un nommé John Kilby Green, alors en apprentissage à Londres. En 1805, il fonde Green & Slee’s Theatrical Print Warehouse. Mais c'est William West qui développe l'idée en l'appliquant aux pièces de théâtre à succès qui sont alors montées sur les scènes londoniennes. Il commissionne des artistes connus pour dessiner décors et personnages (les frères  Cruickshank, Henry Flaxman, Robert Dighton et William Blake). Les planches de ces deux pionniers seront plus tard acquises par l'éditeur Redington, puis republiées par l'éditeur-marchand de jouets Pollock.
Le premier grand éditeur de théâtres de papier est Archibald Park, qui, avec sa famille, a pignon sur rue à Old Street, puis au 47 Leonard Street entre 1830 et 1870. En 1857, un de ses apprentis, William Webb, crée avec succès sa propre entreprise dans le même quartier et y exerce jusqu'à sa mort en 1898. Son fils Harry lui succède et exerce jusqu'en 1931. Au plus fort de leur activité, les Webb emploient quatre familles, soit près de quinze personnes pour la mise en couleurs des planches. Au fil des décennies, Robert Louis Stevenson, Charles Dickens, Charlie Chaplin sont des clients réguliers.
En 1876, Benjamin Pollock hérite de la boutique de son beau-père John Redington, éditeur des planches initialement créées par Green. Alors que le théâtre de papier est en perte de vitesse, Pollock renouvelle le genre en tirant vers le haut la qualité de l'impression et en faisant appel à de nouveaux artistes. Il sera le dernier grand éditeur britannique de planches pour le théâtre de papier,.
Le théâtre de papier ne reste pas cantonné à la Grande-Bretagne, et il essaime en Europe continentale. On le retrouve en Autriche à la fin des années 1820, en Allemagne vers 1830. En France, les imagiers de l'est du pays publient de nombreuses planches, mais sans lien avec l'actualité théâtrale. Au Danemark, le théâtre de papier se développe plus tardivement (1880). L'Italie et l'Espagne, après avoir longtemps importé des planches venues de l'étranger, se lancent dans une production autochtone.
Entre la fin du XIXe et le début du XXème siècle, l’évolution de la dramaturgie vers des pièces moins spectaculaires et plus psychologiques se fait au détriment du théâtre miniature qui peine à transposer ces nouveautés et perd de sa popularité.
En 1884 l’écrivain Robert Louis Stevenson, qui a pratiqué avec passion cet art durant son enfance solitaire, rédige un article sur le théâtre miniature (Penny Plain, Twopence Coloured), qui renouvelle l'intérêt pour le sujet, et des collectionneurs commencent à conserver des planches et à en retracer la généalogie.
Lewis Carroll, Oscar Wilde et Hans Christian Andersen pratiquent également ce hobby. Jack and William Butler Yeats utilisent le médium pour préparer leurs productions. Plus tard, le théâtre miniature devient un outil de travail et d’expression pour l’avant-garde (Marinetti, Picasso), suivie par des metteurs en scène de cinéma  comme Ingmar Bergman, Orson Welles ou Laurence Olivier, qui fait imprimer par Pollock des planches de son Hamlet, incluant sa propre figurine. Après cette brève renaissance, l’avènement de la télévision rejette définitivement le théâtre miniature dans l’oubli.

### Fin XXe siècle – début XXIème siècle

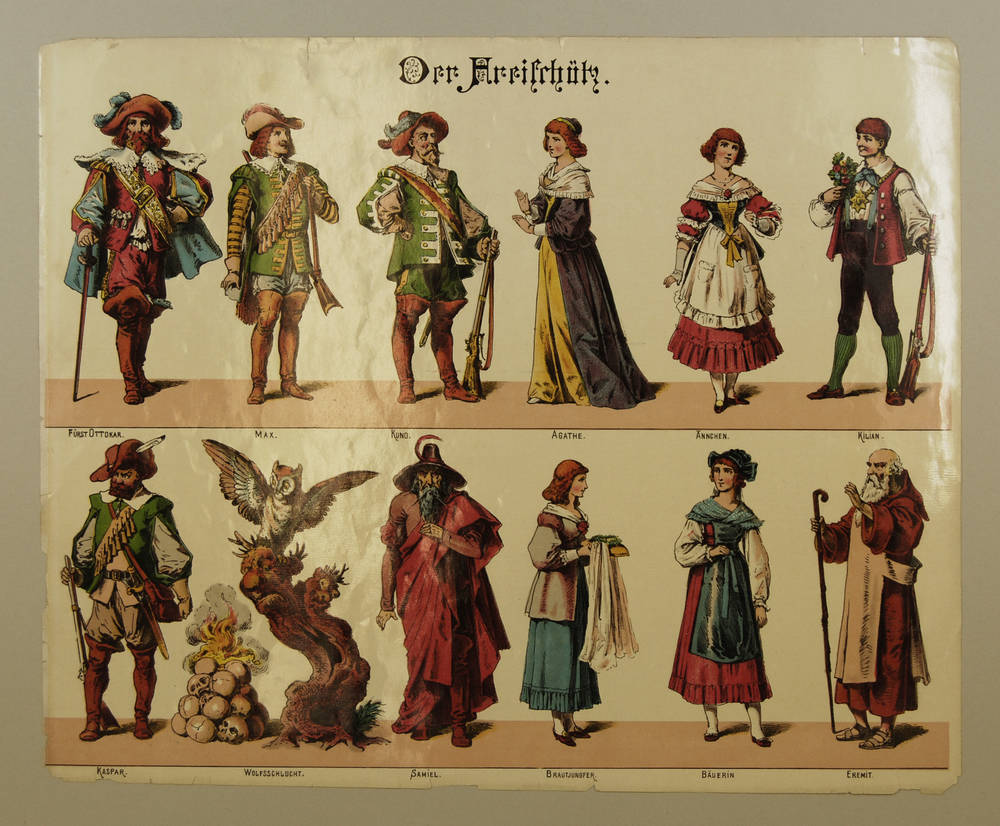
Der Freischütz - Figurenbogen Papier, lithographie en couleurs, vernie, éditée par Schmidt et Römer à Leipzig.

Le théâtre miniature refait surface à l’initiative de collectionneurs qui restaurent et remettent en situation des productions du XIXème siècle, tandis que des marionnettistes explorent, avec les nouvelles technologies, les possibilités de cette forme d’expression.
Cette forme privilégie la narration épique et la convivialité grâce à la proximité du public. Les personnages étant grands de 8 à 12 cm, il ne peut y avoir qu’un nombre restreint de spectateurs et est idéale pour jouer en appartement ou dans des bars. Cette forme est encore vivace au Danemark, en Allemagne, en Angleterre, aux Pays-Bas.
Depuis les années 1990, les États-Unis sont un foyer vivace de la renaissance du théâtre de papier.
Peu de marionnettistes ou comédiens utilisent cette forme en France : on peut citer Alain Lecucq (Compagnie Papiertheatre), Éric Poirier (L'Égrégore), Patrick Conan (Compagnie Garin Trousseboeuf), Julie Dourdy - brakabrik Théâtre (La Tragique Histoire du Célèbre Dr Faust) et Marc Edelmann, avec les cartonistes de la société Crafty In Motion.
Au niveau mondial, on recense plus de deux cents troupes qui utilisent le théâtre de papier et il existe des festivals spécifiquement consacrées à ce médium : Preetzer Papiertheatertreffen (Festival de Preetz) en Allemagne, Rencontres internationales de théâtres de papier à Mourmelon-le-Grand, Toy Theatre Festival de New-York. Des éditeurs allemands et danois réimpriment des planches du passé. L’histoire et l’actualité du théâtre miniature sont suivis par Papiertheater, une revue allemande.